# Bryum evanidinerve
Bryum evanidinerve är en bladmossart som beskrevs av Brotherus 1899. Bryum evanidinerve ingår i släktet bryummossor, och familjen Bryaceae. Inga underarter finns listade i Catalogue of Life.